# Edgar Haasum
Edgar H. Haasum, född 15 maj 1899 i Eskilstuna, död 26 oktober 1991 i Mariestad, var en svensk arkitekt.

## Biografi
Edgar Haasum var son till godsägare Emile Haasum och Bertha Nordin. Han examinerades från Kungliga tekniska högskolan 1925 och var verksam hos Erik Lallerstedt fram till 1935. Han verkade som biträdande länsarkitekt i Skaraborgs län från 1936 och mellan 1939 och 1964 som oridinarie länsarkitekt. Åren 1964–1979 var han slottsarkitekt för Läckö slott.
I Mariestad ritade han Grevillihemmet 1946 (sedermera Hôtel Wictoria), Landstingshuset (1946)  samt Kyrkan och Mellomgården på Johannesberg.
Han tillhörde drätselkammaren och kyrkogårdsnämnden i Mariestad samt ledamot av styrelserna för Skara stifts folkhögskola i Hjo, Stiftelsen Bostadshus i Mariestad, Västgöta-Dals stadshypoteks- och bostadskreditförening, Vänersborg, Västergötlands fornminnesförening, Skara, Skaraborgs läns naturskyddsförening och Vadsbo  Hembygds- och fornminnesförening.

## Bilder

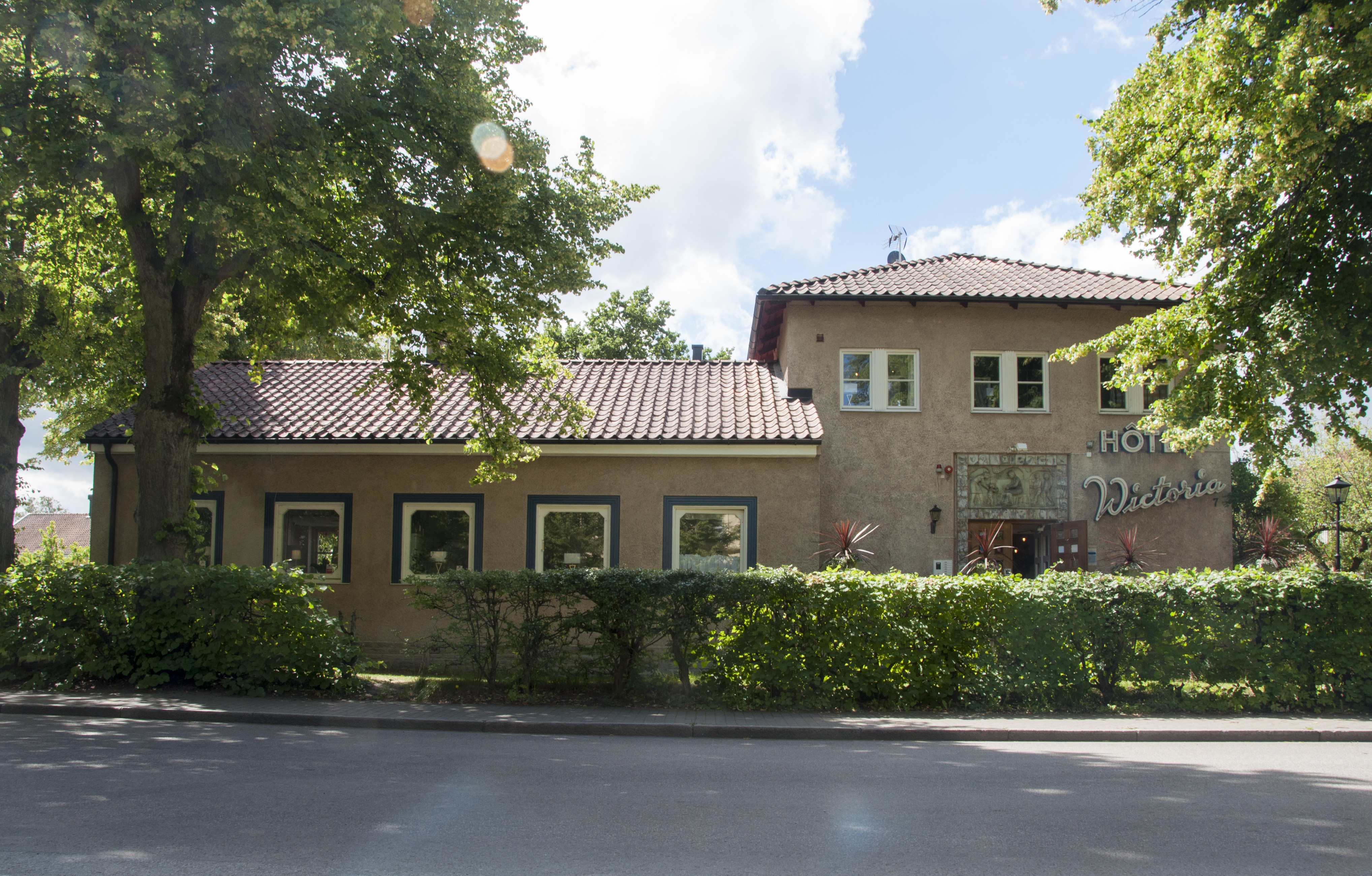
Hôtel Wictoria
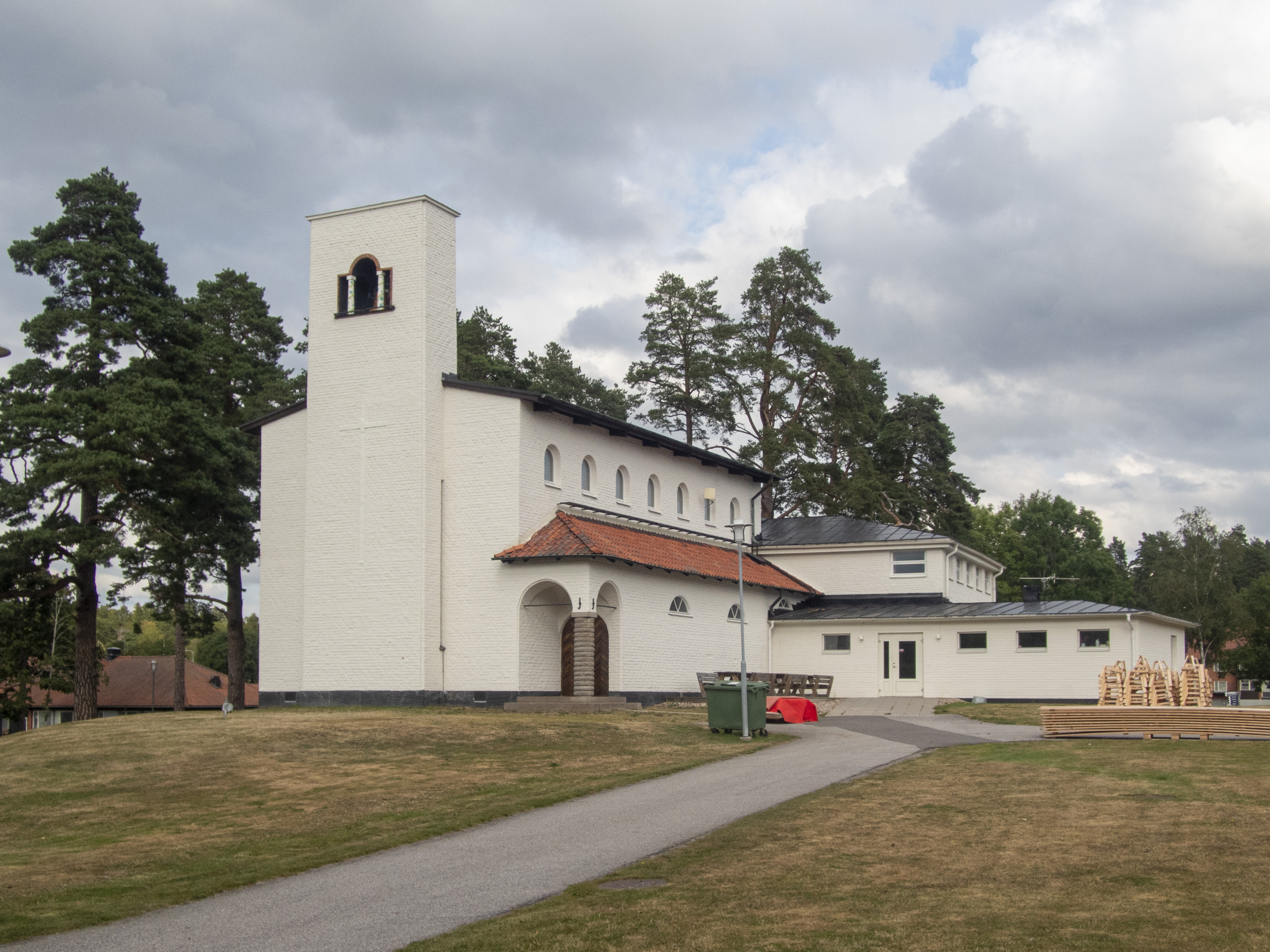
Kyrkan, Johannesberg
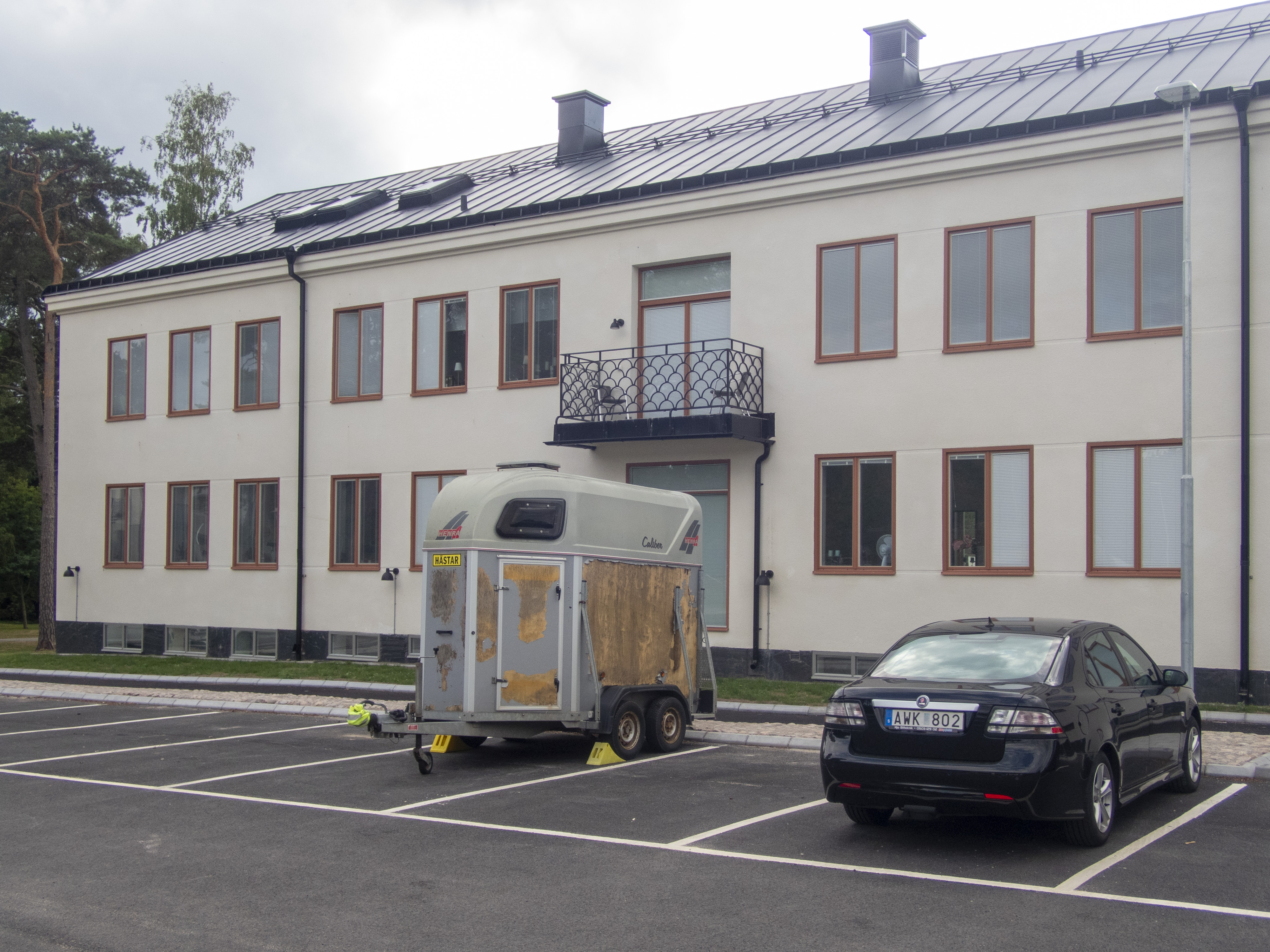
Mellomgården
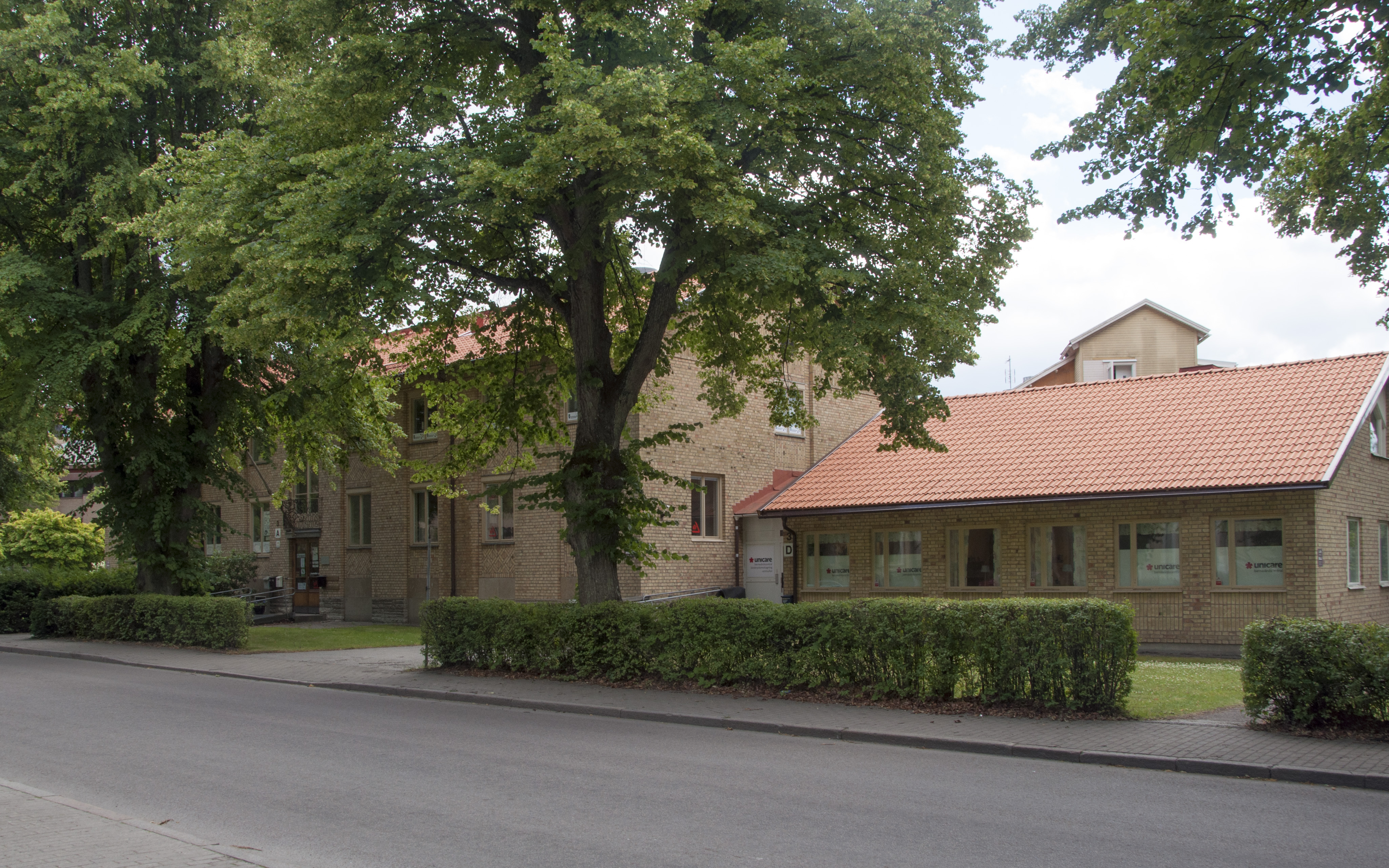
Gamla landstingshuset